# Lorenzo Leonbruno
Lorenzo Leonbruno o Leombruno (Màntua, juny de 1477 - Màntua, 1537) va ser un pintor italià, actiu a la cort dels Gonzaga de Màntua.
Format a l'escola de Mantegna, va treballar amb Perugino a Florència entre 1504 i 1506. El 1511 va visitar Venècia breument, després va tornar a la seva terra natal per treballar amb Lorenzo Costa el Vell en l'execució dels frescos d'Apol·lo i les Muses al Palau de Sant Sebastià.
Leonbruno va treballar per a Isabel d'Este (marquesa consort de Màntua) i més tard per al seu fill Federico II. El 1521 va anar a Roma per estudiar les obres de Miquel Àngel i Rafael. De tornada a Màntua va treballar en la decoració del Castell de San Giorgio i del Palau Ducal de Màntua, dos projectes que van ocupar la major part de la seva obra com a pintor a la cort de Màntua.
Entre 1521 i 1523 va crear diverses escenes mitològiques, motius decoratius, medallons i llunetes a la sala coneguda com a Schalcheria de la Gruta del Palau Ducal, que sembla ser la millor de la seva producció. Aquests frescos revelen la influència de Mantegna i Perugino, mentre que alguns motius recorden l'obra de Correggio a la "Camera di San Paolo de Parma".
El 1524 va començar els dissenys per a la decoració del "Palazzo di Marmirolo", als afores de Màntua, però l'obra es va suspendre amb l'arribada de Giulio Romano.
També va treballar a Milà com a enginyer militar per al duc Francesc II Sforza (1531-1532). Al juny de 1532, durant un retorn temporal a Màntua, Lorenzo va rebre l'encàrrec d'Aloisio Gonzaga, senyor de Castel Goffredo, per crear alguns dibuixos útils per a la fortalesa de la ciutat.
Després va tornar a Màntua on està documentada la seva presència a la cort fins al 1537.
Encara que l'interès de la cort de Màntua per la mitologia i les antiguitats va absorbir la major part de la seva producció, va trobar temps per crear algunes obres de caràcter religiós com l'Adoració dels pastors al Worcester Art Museum. En aquesta obra es pot veure la influència de Costa en l'ús hàbil dels colors en el paisatge de fons.

## Petita galeria

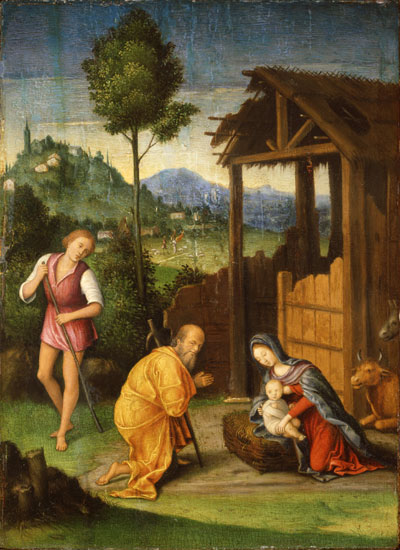
Adoració dels pastors Worcester Art Museum.jpg
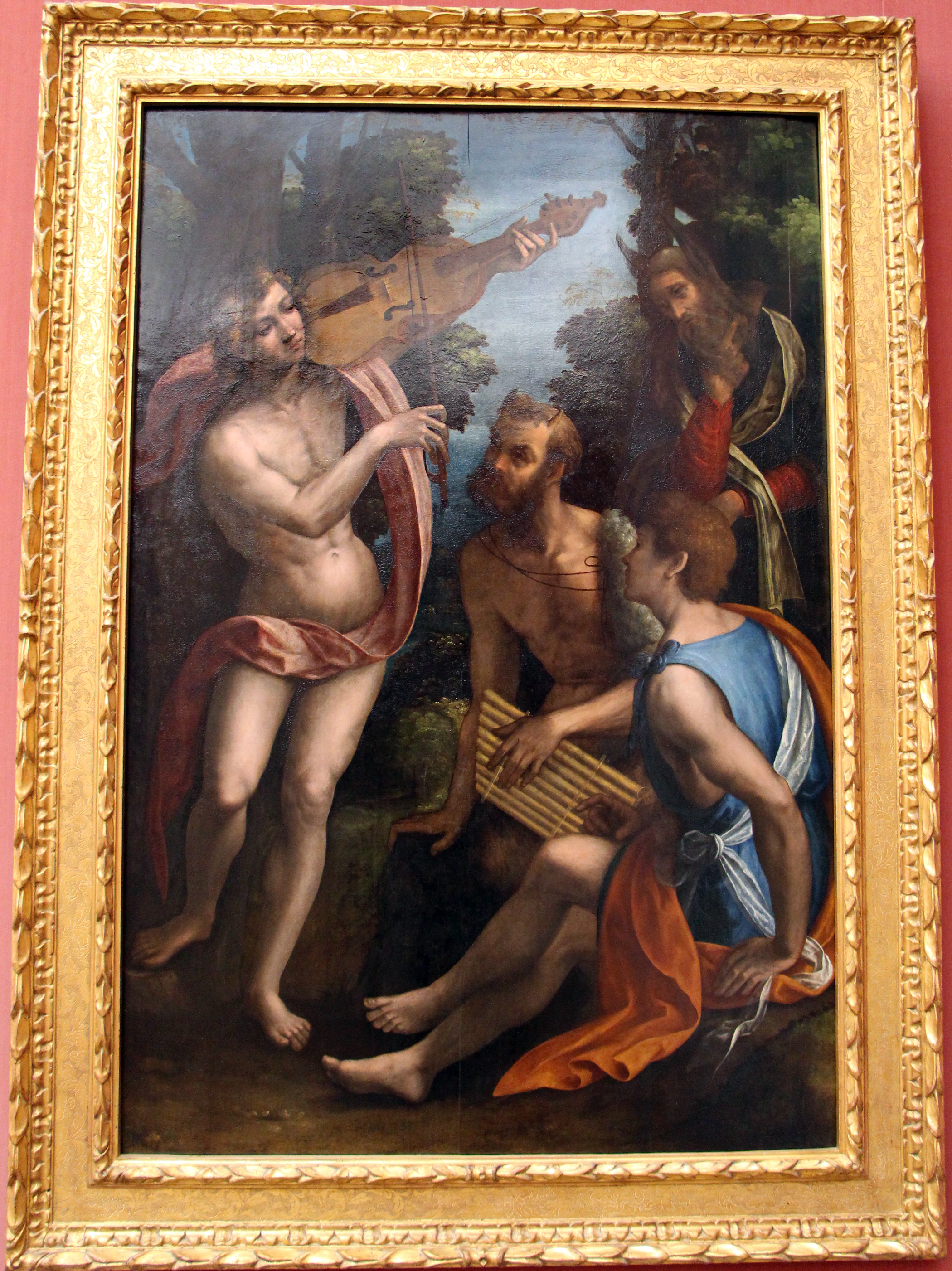
Judici de Mida
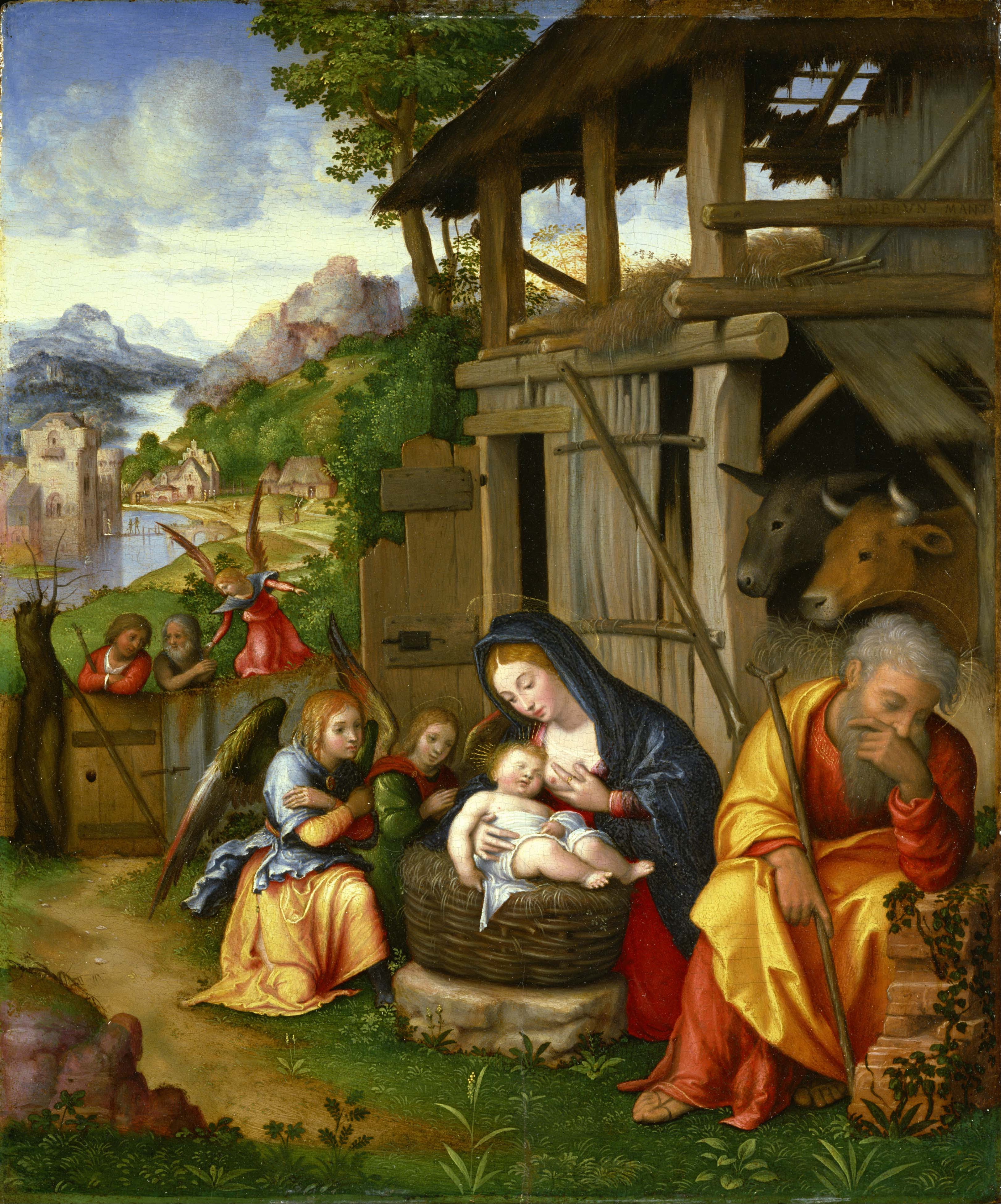
Nadal
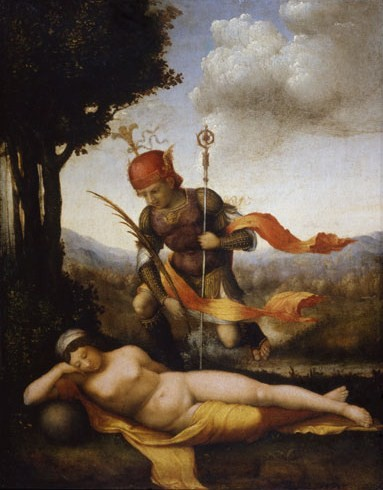
Ninfa dormint
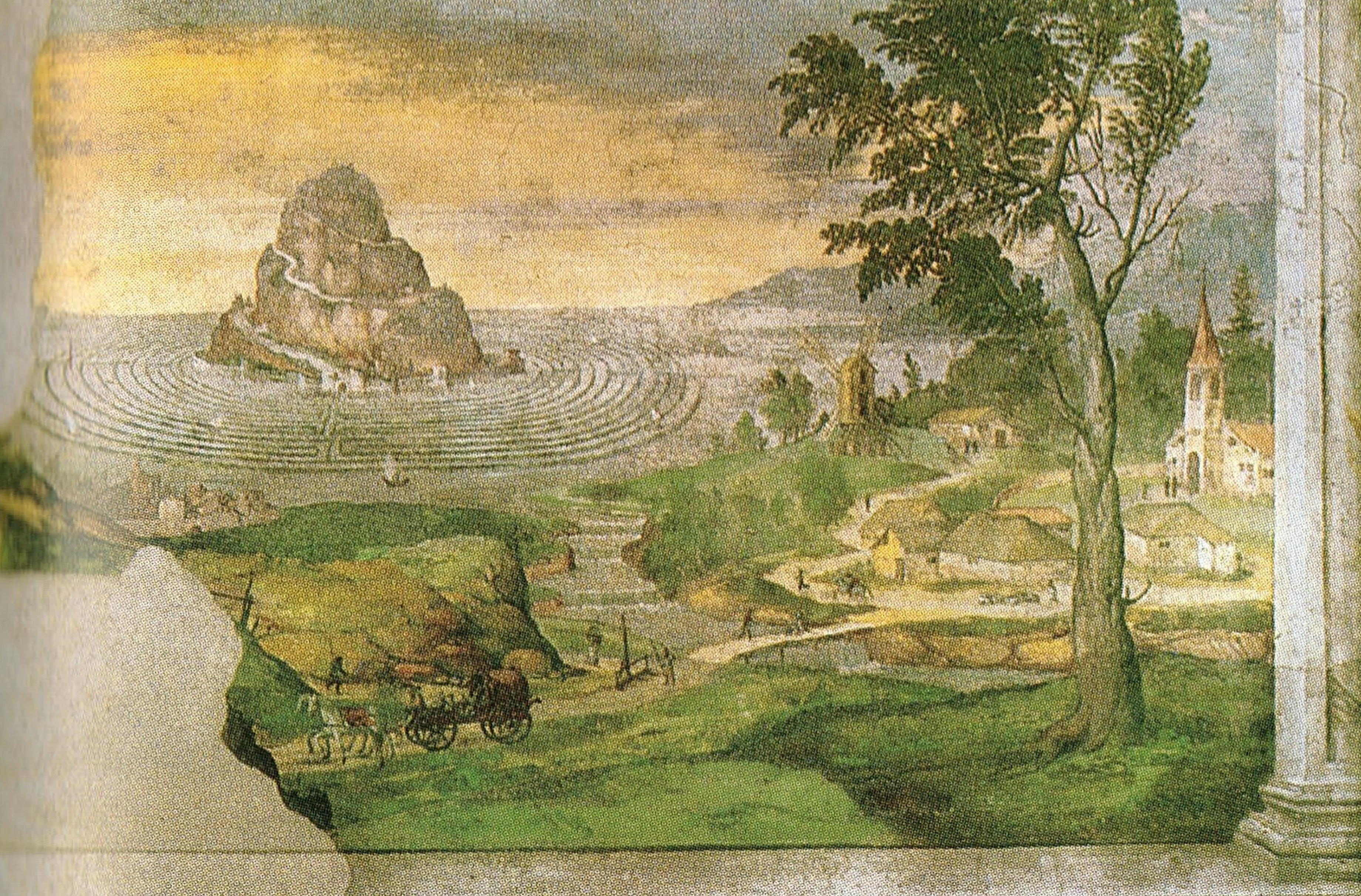
Olimp, envoltat d'un laberint

## Obres
- Adorazione dei pastori, vers 1505 , Tòquio, Museu Nacional d'Art Occidental
- Giudizio di Mida, 1512, Berlín, Staatliche Museen
- San Giovanni Evangelista, vers 1515, Porto Ercole, Basílica de la Santa Creu
- Ninfa dormiente, 1522-23, oli sobre taula, 31x38 cm, Florència, Galeria Uffizi
- Allegoria della Fortuna, 1525, oli sobre taula, 100x76 cm, Milà, Pinacoteca di Brera
- Santi Pietro, Paolo e Antonio da Padova, 1530, Màntua, Església de Sant'Apol·lònia Verge i Màrtir (Màntua)
- Compianto su Cristo morto, 1533, Màntua, Museu del Palau Ducal
- Scena allegorica, Verona, Museu de Castelvecchio
- Allegoria profana, estat de Nova York, col·lecció privada